# Sealand
Sealand (eng: Principality of Sealand) je mikronacija (tj. međunarodno nepriznati entitet). Sealand polaže pravo na Roughs Tower, vojnu platformu iz 2. svjetskog rata, u Sjevernom moru, 10 km od obale Velike Britanije, na koordinatama 51°53′40″N 1°28′57″E / 51.89444°N 1.48250°E. Na platformi površine 550 m² živio je do svoje smrti Paddy Roy Bates (29. kolovoza 1921. – 9. listopada 2012.) s obitelji i suradnicima, a broj stanovnika rijetko prijelazi brojku 5.
Iako se suverenitet ove samozvane državice rijetko shvaća ozbiljno, primjer Sealanda se često citira u debatama o međunarodnom pravu zbog činjenice da pravo na nj ne polaže niti jedna država, već de facto ono postoji kao suvereni entitet.

## Povijest
1942. godine, tijekom 2. svjetskog rata, Britanci su, u svrhu obrane od Njemačkih zrakoplova, sagradili vojnu platformu 10 km od obale, izvan britanskih teritorijalnih voda. Platforma nazvana Roughs Tower bila je dom za 150 - 300 mornara, da bi nakon rata bila napuštena.
2. rujna 1967., Britanac Paddy Roy Bates polaže, na osnovu vlastite interpretacije međunarodnog prava pravo na platformu. Michael Bates, sin Paddy Roy Batesa, priveden je 1968. zbog otvaranja vatre na britanski vojni brod, no Batesovi su uspjeli dobiti pravnu bitku i jer je sud uzeo u obzir da se incident dogodio izvan britanskih teritorijalnih voda.
Tijekom 1978., premijer Sealanda, prof. Alexander G. Achenbach je, tijekom odsustva predsjednika, pokušao uz pomoć nekoliko nizozemskih građana zauzeti platformu, pri čemu je Michael Bates nakratko bio držan taocem, prije nego što je pušten na slobodu u Nizozemskoj. Bates je okupio vojsku i u helikopterskom desantu ponovno zauzeo platformu, pri čemu su uzurpatori postali ratni zarobljenici.
Nakon završetka "rata", Nizozemci su oslobođeni, a premijer Achenbach (Nijemac), koji je imao putovnicu Sealanda, je optužen za izdaju i zatvoren. Tijekom zatočenja Nizozemaca i Achenbacha, vlade Nizozemske i Njemačke su reagirale kod vlade Velike Britanije da oslobode njihove građane, no Velika Britanija je odbacila mogućnost uplitanja, pozivajući se na odluku suda iz 1968. godine.
Njemačka je poslala diplomata u Sealand koji je nakon nekoliko tjedana uspio isposlovati puštanje Achenbacha, a Roy Bates je ovaj potez Njemačke kasnije tumačio kao de facto priznanje Sealanda od strane Njemačke (koja nije potvrdila Batesovu tvrdnju).
U međuvremenu, Achenbach osniva vladu Sealanda u egzilu. Nakon Achenbachove "ostavke" u kolovozu 1989., Johannes Seiger, "ministar za ekonomsku suradnju" u pobunjeničkoj vladi, preuzima njegovo mjesto i nastavlja polagati pravo na vladanje Sealandom.
Pored teritorija same platforme, Sealand polaže pravo i na morski pojas od 12 nautičkih milja od platforme, a navodno je suverenitet fizički obranjen najmanje jednom prilikom.  U incidentu iz 1990. godine, sa Sealanda se otvarala vatra na britanski vojni brod Golden Eye.
Početkom 1990-ih, grupa Španjolaca, za koju se sumnja da je bila vezana s "pobunjenim" premijerom Seigerom, masovno je proizvodila putovnice Sealanda i prodavala ih istočnim Europljanima koji su htjeli prebjeći na zapad. Putovnica Sealanda pojavljuje se i u priči o ubojstvu poznatog dizajnera Giannia Versacea, a putovnice su se koristile i u još nekim kriminalnim djelima. Zbog masovne proizvodnje putovnica (procjenjuje se da ih je tiskano oko 150.000), Batesovi su zbog toga 1997. proglasili sve putovnice nevažećim.

## Vanjske poveznice
- Sealand: Najmanja država na svijetu  Arhivirana inačica izvorne stranice od 1. travnja 2009. (Wayback Machine)
- Službene stranice
- Archival Sealand website  Arhivirana inačica izvorne stranice od 20. srpnja 2005. (Wayback Machine)
- Stranice pobunjeničke vlade  Arhivirana inačica izvorne stranice od 24. listopada 2005. (Wayback Machine)
- Alleged transcript of the 1968 UK court case  Arhivirana inačica izvorne stranice od 10. ožujka 2009. (Wayback Machine)
- Kovanice – potpuni katalog kovanica iskovanih u Sealandu
- Sealand statehood and nationality case – Administrative Court of Cologne, Germany, May 3, 1978